# Il trionfo di Clelia
Il trionfo di Clelia è un'opera lirica scritta da Christoph Willibald Gluck nel 1762, su libretto di Pietro Metastasio, commissionata all'autore per l'inaugurazione del Teatro Comunale di Bologna. Rappresentata per la prima volta il 14 maggio 1763, in occasione appunto dell'inaugurazione del teatro, non venne mai più ripresa fino al 2001, quando venne rappresentata a Lugo ma non nella sua versione completa e originale (le parti maschili furono trasportate per baritono e tenore, alcune arie furono semplificate o accorciate, i recitativi spesso tagliati).
Gluck avrebbe preferito utilizzare altre opere di Metastasio, in particolare L'Olimpiade, ma i committenti scelsero Il trionfo di Clelia, ritenendolo più adatto al pubblico bolognese per la sua maggiore spettacolarità, grazie alla presenza di scene di particolare effetto come il combattimento di Orazio su un ponte, da cui si getta nel fiume, oppure l'attraversamento del Tevere a cavallo da parte della protagonista Clelia.
L'opera ottenne un buon successo, secondo alcune lettere del tempo (attualmente nell'archivio del Civico Museo Bibliografico e Musicale in Bologna) il pubblico colto apprezzò particolarmente il linguaggio musicale e l'ampia e raffinata orchestrazione, mentre il pubblico più conservatore scelse i brani più "convenzionali". Le scene e i costumi furono disegnati da Antonio Galli da Bibbiena, lo stesso architetto che progettò il teatro, la qual cosa ingenerò scontento tra gli altri architetti della città, rimasti fuori da tutti gli appalti; questi cercarono in tutti i modi di boicottare l'opera, come si evince dalle lettere e da alcuni comunicati delle gazzette dell'epoca, ma senza particolare efficacia. Infatti Il Trionfo di Clelia ebbe ventotto repliche, sempre a Bologna, a quanto pare tutte col teatro pieno. Gluck stesso concertò le prove e diresse dal continuo le prime tre rappresentazioni (come da contratto). 
Dopo questo exploit, l'opera venne pressoché abbandonata, forse a causa della difficoltà della messa in scena e delle parti vocali, o forse perché considerata un lavoro d'occasione. Il ritrovamento in un monastero austriaco di una copia manoscritta, avvenuto nel 1904, passò relativamente sotto silenzio; il manoscritto, oggi al Conservatorio di Bruxelles, venne ripreso nel 1963 da Giampiero Tintori, che ne affrontò la trascrizione in occasione del bicentenario del Teatro comunale.
Il Trionfo di Clelia è stato pubblicato in partitura nel 2008 dalla casa editrice Bärenreiter, nell'opera omnia di Gluck.
Nel 2007 è stato ritrovato e studiato un manoscritto bolognese della partitura finora sconosciuto, da cui è stata tratta una speciale edizione di produzione (pubblicata da Et in Arcadia ego).
Nel 2011 su questa edizione si è basata la prima registrazione assoluta dell'opera, pubblicata nel febbraio 2012 dall'etichetta tedesca MDG, e diretta da Giuseppe Sigismondi de Risio.
Il cast del disco è composto da:
Hélène Le Corre (Soprano) - Clelia;
Mary-Ellen Nesi (Mezzosoprano) - Orazio;
Irini Karaianni (Mezzosoprano) - Tarquinio;
Vassilis Kavayas (Tenore) - Porsenna;
Burcu Uyar (Soprano) - Larissa;
Florin Ouatu (Controtenore) - Mannio.
Il 14 maggio 2013 il Comunale di Bologna ha in programma l'esecuzione dell'opera, di cui sono previste altre cinque repliche, secondo l'allestimento originale di Et in Arcadia ego nella nuova edizione celebrativa per il 250° dall'inaugurazione del teatro; regia e scene di Nigel Lowery.